# Boa
A Boa a hüllők (Reptilia) osztályának pikkelyes hüllők (Squamata) rendjébe, ezen belül az óriáskígyófélék (Boidae) családjába tartozó nem.

## Előfordulásuk
Észak-Mexikótól Argentínáig, és a Kis-Antillák egyes szigetein.

## Rendszerezés
A nembe az alábbi 2 faj tartozik:
- közönséges óriáskígyó (Boa constrictor) Linnaeus, 1758 – típusfaj
- Boa imperator

Kluge (1991) a Madagaszkáron élő Sanzinia és az Acrantophis nembe tartozó fajokat is a Boa nembe sorolta alaki jellemzőik alapján. Később azonban genetikai vizsgálatok bebizonyították, hogy a madagaszkári fajok nem alkotnak monofiletikus csoportot a Boa constrictorral, így Kluge elképzelése hibás volt.